# Mushuc Runa Sporting Club
Mushuc Runa Sporting Club ist ein 2003 gegründeter ecuadorianischer Fußballverein aus Ambato, Provinz Tungurahua, der zurzeit in der Serie A spielt.

## Geschichte
Der Verein Mushuc Runa wurde 2003 in Ambato mit dem Ziel gegründet, ein Vorbild für die Eingliederung der indigenen und ruralen Bevölkerung Ecuadors zu sein. Der Name des Vereins kommt aus dem Quechua und bedeutet neuer Mann. Der Verein begann in der Dritten Kategorie und stieg 2008 in die Zweite Kategorie auf. 2011 gelang der Aufstieg in die Serie B und nur zwei Jahre später der Aufstieg in die Serie A. In der Spielzeit 2016 stieg der Verein erstmals wieder in die Serie B ab. In der Spielzeit 2018 wurde Mushuc Runa Meister der Serie B und stieg in die erste Liga auf. Zudem konnte sich der Verein in einem Play-off für die Copa Sudamericana 2019 qualifizieren. Dort scheiterte Mushuc Runa allerdings in der 1. Runde an Unión Española nach zwei Unentschieden im Elfmeterschießen. 2021 konnte sich Muchuc Runa als Tabellensiebter erneut für die Copa Sudamericana qualifizieren.

## Stadion
Mushuc Runa absolviert seit 2018 seine Heimspiele im Estadio Cooperativa de Ahorro y Crédito Mushuc Runa, das über eine Kapazität von 8200  Plätzen verfügt. Davor trug der Verein seine Heimspiele im Estadio Bellavista aus, das 1945 eingeweiht wurde und eine Kapazität von 18.000 Plätzen hat.

## Erfolge
- Meister der Serie B: 2018
- Vizemeister der Serie B: 2013
- Vizemeister der Segunda Categoría de Ecuador: 2011
- Teilnahme an der Copa Sudamericana: 2× (2019, 2022)

## Trainer
- Sixto Vizuete (2015)[3]
- Víctor Andrada (2016)[4]
- Geovanny Cumbicus (2018–)[5]